# Macalpinella brevifacies
Macalpinella brevifacies är en tvåvingeart som beskrevs av Papp 2005. Macalpinella brevifacies ingår i släktet Macalpinella och familjen Cypselosomatidae.
Artens utbredningsområde är Taiwan. Inga underarter finns listade i Catalogue of Life.